# Tainan City FC
El Tainan City FC, llamado Taiwán Steel (en chino tradicional, 台灣鋼鐵足球隊) por razones de patrocinio, es un equipo de fútbol de República de China que juega en la Liga Premier de Fútbol de Taiwán, la primera división nacional.

## Historia
Fue fundado en el año 2016 en la ciudad de Tainan y el club estaba compuesto en sus inicios en su mayoría por jugadores del Campus Tianmu de la Universidad de Taipéi, apoyado por el gobierno municipal. Al año siguiente se unen a la primera división nacional.
En 2019 al club se le une el Taiwán Steel Group y cambian su nombre y empiezan a contratar jugadores de selección nacional.
Al año siguiente el club es campeón nacional y logran la clasificación a la Copa AFC 2021, su primer torneo internacional, en el que fueron eliminados en la fase de grupos.

## Palmarés
- Liga Premier de Fútbol de Taiwán: 3

2020, 2021, 2022

## Participación en competiciones de la AFC
| Temporada | Torneo               | Ronda            | Club            | Casa | Visita | Global   |
| --------- | -------------------- | ---------------- | --------------- | ---- | ------ | -------- |
| 2021      | AFC Cup              | Grupo J          | Athletic 220    | 3–0  | 3–0    | 3° Lugar |
| 2021      | AFC Cup              | Grupo J          | Lee Man         | 1–4  | 1–4    | 3° Lugar |
| 2021      | AFC Cup              | Grupo J          | Eastern         | 0–1  | 0–1    | 3° Lugar |
| 2022      | AFC Cup              | Grupo J          | Lee Man         | 1–3  | 1–3    | 3° Lugar |
| 2022      | AFC Cup              | Grupo J          | Eastern         | 1–3  | 1–3    | 3° Lugar |
| 2023–24   | AFC Cup              | Grupo I          | Ulaanbaatar     | 3–0  | 1–3    | 3° Lugar |
| 2023–24   | AFC Cup              | Grupo I          | Chao Pak Kei    | 4–2  | 1–4    | 3° Lugar |
| 2023–24   | AFC Cup              | Grupo I          | Taichung Futuro | 5–1  | 1–2    | 3° Lugar |
| 2024–25   | AFC Challenge League | Grupo D          | Shan United     | 2–2  | 2–2    | 2° Lugar |
| 2024–25   | AFC Challenge League | Grupo D          | Young Elephants | 3–2  | 3–2    | 2° Lugar |
| 2024–25   | AFC Challenge League | Cuartos de final | Madura United   | 0–0  | 0–3    | 0–3      |